# Medinyà
Medinyà és una entitat de població del municipi gironí de Sant Julià de Ramis, si bé fins al 1972 fou un municipi independent. Va independitzar-se de Sant Julià de Ramis el 4 de juny de 2015 arran d'una consulta popular, cosa que el va convertir en el 948è municipi de Catalunya Es tractava del 121è municipi per nombre d'habitants, amb de 866 censats l'any 2014., si bé en declarar-se inconstitucional la Llei del Parlament que n'aprovava la creació el 2018, el municipi va desaparèixer i tornà a integrar-se dins el municipi de Sant Julià de Ramis.
Està situat a l'encreuament de la N-II i la carretera GI-514. En destaca el Castell de Medinyà.

## Història

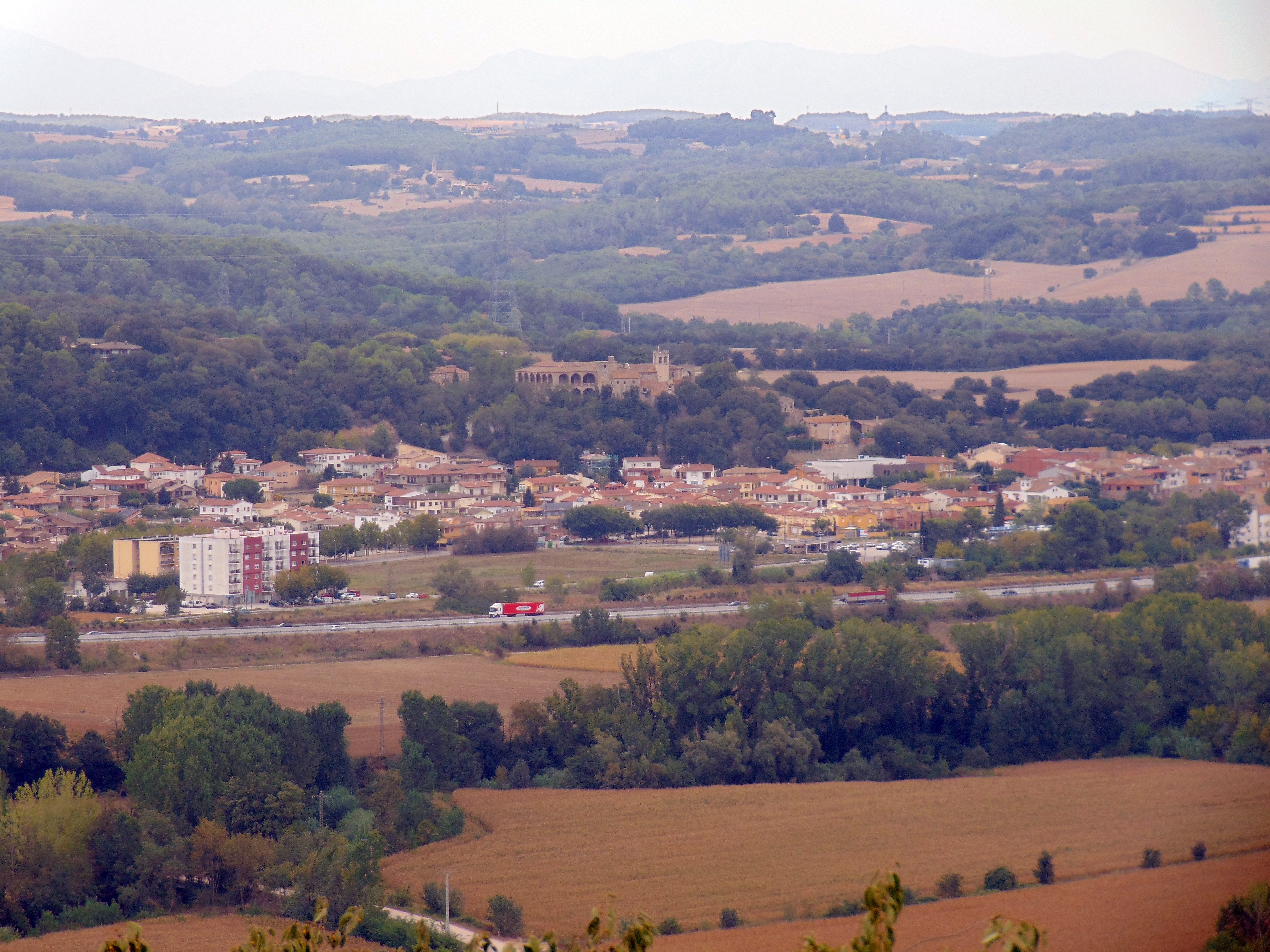
Medinyà des de la muntanya dels Sants Metges

El primer cop que apareix esmentat el poble data de l'any 1017, a la butlla concedida pel papa Benet VIII al monestir de Banyoles. En el document el pontífex enumera els municipis on els monjos disposen de possessions.
El nom de la família Dalmau apareix per primer cop associat al poble l'any 1128, en el Llibre gran dels feus, un conveni entre els comtes d'Empúries i de Barcelona on es fa referència a Raimundus Dalmacii de Mediano, cum frate Artall. De sis anys abans en consta una signatura de Raimundus Dalmaci del mateix llibre. El 1160 es té constància d'Arnaldus de Medinyà, qui va firmar la definició de certes esglésies a Arnau de Llers. Dels anys 1168 i 1177 es té constància de més referències de la família Dalmau de Medinyà.
De 1196 a 1198, Gaufred de Medinyà fou bisbe de Girona, havent estat anteriorment nomenat canonge de la seu de Girona.
A partir del segle xiv la família Medinyà fou succeïda per la família Xetmar. Els successors apareixen esmentats per primer cop l'any 1305. Es tracta dels senyors Dalmau Xetmar i el fill Ramon Xetmar, cavallers de Mediniano.
L'escriptor Hans Christian Andersen mencionà el poble en el seu llibre de viatges I Spanien (A Espanya). Aquest fet serviria per organitzar l'activitat de la Fira del Conte l'any 2010.
L'any 1972 el poble deixa de ser un municipi independent i s'adscriu a Sant Julià de Ramis en virtut d'un decret franquista (Decret 2049/1972, de 13 de juliol). Fa uns anys es va iniciar una proposició de llei per part del Parlament de Catalunya a proposta del grup parlamentari d'ICV-EUA per recuperar la seva independència municipal.
Medinyà assolí la seva independència de Sant Julià de Ramis el 2015 en virtut de la Llei del Parlament 8/2015, de 10 de juny, de creació del municipi de Medinyà. No obstant, el 12 d'abril de 2016 el Ple del Tribunal Constitucional va acordar admetre a tràmit el recurs d'inconstitucionalitat promogut pel President del Govern espanyol contra la llei.
Finalment, la Sentència del Tribunal Constitucional 108/2017, de 21 de setembre va declarar inconstitucional l'esmentada llei, atès que el nou municipi de Medinyà no arribava als llindars de població mínims previstos a la legislació bàsica de l'Estat en matèria de règim local, que se situa en els 5.000 habitants (article 13.2 de la Llei de bases de règim local).

## Personatges il·lustres
- Francesc de Xetmar i de Juià, fou abat del monestir de Sant Esteve de Banyoles.